# Neoserica zanzibarica
Neoserica zanzibarica är en skalbaggsart som beskrevs av Brenske 1901. Neoserica zanzibarica ingår i släktet Neoserica och familjen Melolonthidae. Inga underarter finns listade i Catalogue of Life.